# Liste der Monuments historiques in Bièvres (Essonne)
Die Liste der Monuments historiques in Bièvres (Essonne) führt die Monuments historiques in der französischen Gemeinde Bièvres auf.

## Liste der Bauwerke
| Bezeichnung              | Beschreibung                       | Standort                      | Kennzeichnung | Schutzstatus    | Datum | Bild           |
| ------------------------ | ---------------------------------- | ----------------------------- | ------------- | --------------- | ----- | -------------- |
| Château de la Martinière | Schloss, erbaut im 18. Jahrhundert | 7/9, rue Léon-Mignotte (Lage) | PA00087813    | Inscrit         | 1963  | weitere Bilder |
| Château de Vauboyen      | Schloss, erbaut 1826/28            | 76, rue de Vauboyen (Lage)    | PA00087814    | Inscrit, Classé | 1979  | weitere Bilder |

## Liste der Objekte
- Monuments historiques (Objekte) in Bièvres (Essonne) in der Base Palissy des französischen Kultusministeriums